# Koralmspoorlijn

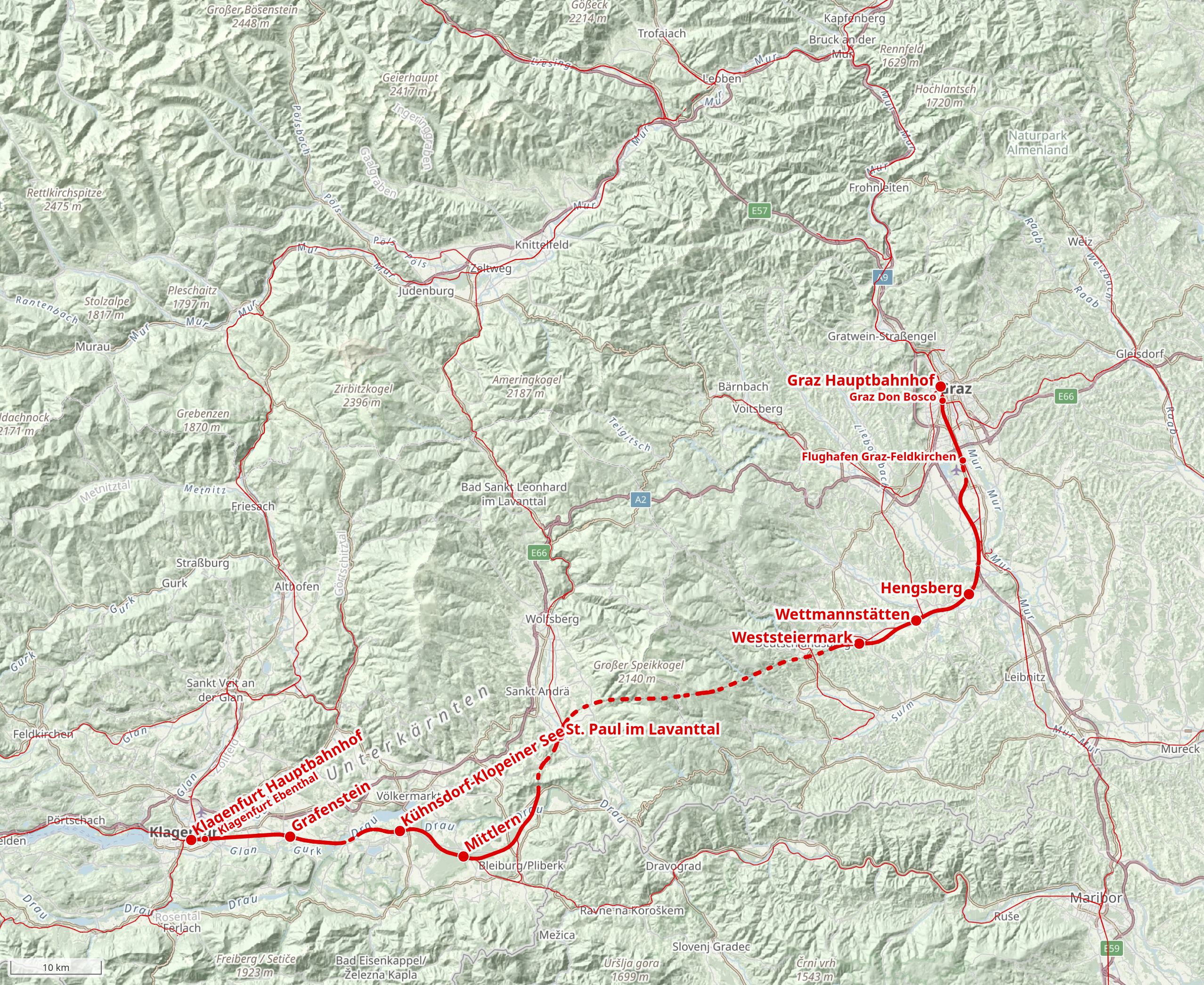

De Koralmspoorlijn  (Duits: Koralmbahn) is een 130 kilometer lange hogesnelheidslijn in aanbouw tussen Graz en Klagenfurt. Deze spoorlijn zal hoofdzakelijk gebruikt worden voor het goederenvervoer, maar ook reizigerstreinen zullen er gebruik van maken (met een maximumsnelheid van 250km/u). De bouw is gestart in 1998 en de spoorlijn zal naar verwachting tegen 2026 volledig in dienst zijn. Zowel aan de westelijke (vanaf 10 december 2023) als oostelijke kant (vanaf 2010) van de spoorlijn zijn er secties in gebruik door lokale treinen. De verwachting is dat eind 2025 de hele Koralmspoorlijn geopend wordtOp 28 november 2024 zijn de bouwwerkzaamheden afgerond.

## Omschrijving
De Koralmspoorlijn van 130 kilometer heeft 50 kilometer in tunnel, meer dan 100 bruggen en 23 moderne stations waarvan tien stations aan de spoorlijn zelf liggen. De verwachte reistijd tussen Graz en Klagenfurth is 45 minuten. Dat is anno 2024 twee uur met de IC-bus via de snelweg of minstens drie uur via de noordelijke spoorwegroute via Leoben.   
- Het centrale deel van de spoorlijn (Wettmannstätten– St. Andrä) is een 33 km lange basistunnel met twee tunnelbuizen onder het Koralpe-bergketen (ook bekend als Koralm). In het midden van de tunnel is een noodstation vanwaar reiziger geëvacueerd kunnen worden.[6]

De lokale treindiensten in Stiermarken na opening van de Koralmspoorlijn

- In het oosten werd in 2010 de sectie Weitendorf - Wettmannstätten geopend voor de lokale treinen.[7][8] In Wettmannstätten is er een aansluiting op de Wieserbahn (Graz - Wies-Eibiswald). Graz via Weitendorf en de Koralmspoorlijn is een veel snellere route naar de verder gelegen stations in het zuiden van de Wieserbahn. De Wieserbahn en de andere lokale spoorlijnen rond Graz worden geëlektrificeerd.[9] Van Graz tot station Feldkirchen-Seiersberg, waar de Koralmspoorlijn aftakt van de Südbahn is viersporig aangelegd.[10] De sectie van Feldkirchen-Seiersberg tot de al geopende Weitendorf – Wettmannstätten sectie is nog niet geopend. In deze sectie is er een rechtstreekse aansluiting op de goederenterminal 'Güterbahnhof Wundschuh'. Die goederenterminal heeft ook een eigen aansluiting op de naast gelegen Südbahn.[11]

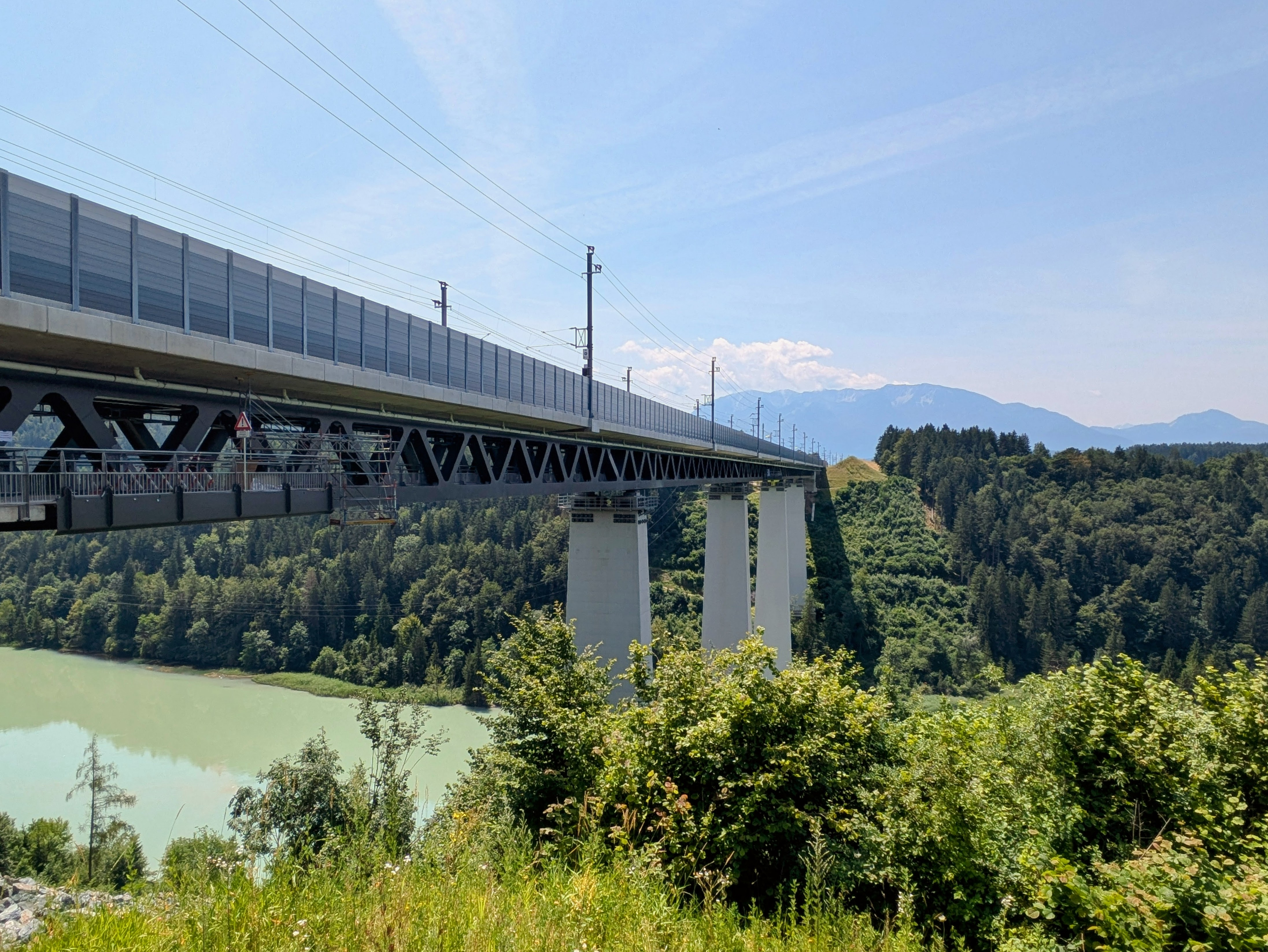
Brug over de Drau rivier

- Van Klagenfurt tot net voor de rivier Drau is het tracé van de bestaande spoorlijn Drautalbahn Klagenfurt - Bleiburg overgenomen. Er is een nieuwe brug (Jauntalbruecke) over de rivier en vanaf daar heeft de Koralmspoorlijn een eigen tracé en is de oude Drautalbahn niet meer in gebruik. Na het station Mittlern is er een aansluiting richting Bleiburg op de Drautalbahn. De meeste lokale treinen rijden langs Bleiburg en sluiten pas weer bij Wiederndorf-Aich aan op Koralm spoorlijn. Het oude tracé van de Jauntalbahn en de Lavanttalbahn (Bleiburg - Zeltweg) is buiten gebruik tot het overstapstation St. Paul im Lavanttal. Vandaar is er een aansluiting naar de Lavanttalbahn. De hele Koralmspoorlijn wordt elektrisch aangelegd maar ook de route via Bleiburg tot Wolfsberg werd geëlektrificeerd ten hoeve van de lokale treindiensten. Om de capaciteit en om het doorgaand verkeer niet te hinderen zijn de perrons in de stations Grafenstein, Kuhnsdorf-Klopeiner See en St. Paul im Lavanttal gelegen aan zijsporen met doorgaande sporen in het midden. Stations Mittlern en Wiedersdorf-Aich hebben een zijperron op een aansluitende spoorlijn. De splitsing in St. Paul im Lavanttal is kruisingsvrij.

## Aansluitende trajecten
- Van Bruck an der Mur (eindpunt Semmeringspoorlijn) tot Klagenfurth zal met Koralmspoorlijn een nieuwe snellere route ontstaan voor de doorgaande treinen van Wenen, Villach en verder naar Italië. Bovendien wordt hiermee Graz, bediend. De snelste reistijd tussen Bruck an der Mur en Klagenfurt via Leoben is 124 minuten.[12][a] Als de reistijd van 35 minuten[13] tussen Bruck an der Mur en Graz, met wat halteertijd in Graz, bij opgeteld wordt, is de totale reistijd tussen Bruck an der Mur en Klagenfurth, ongeveer 85 minuten via de Koralmspoorlijn. (rijtijdwinst ongeveer 40 minuten) Daarnaast wordt bij de aansluitende Semmeringspoorlijn de Semmeringbasistunnel aangelegd die de reistijd met nog eens 30 minuten zal verkorten tussen Wenen en Klagenfurth (en verdere bestemmingen).
- De spoorlijn van Graz naar Hongarije (de Steirische Ostbahn) wordt gemoderniseerd[14] en geëlektrificeerd (aan de Hongaarse kant is de spoorlijn al elektrisch). Er zijn plannen om de Steirische Ostbahn rechtstreeks te laten aansluiten op de Koralmspoorlijn met behulp van een nieuwe spoorlijn ten behoeve van het goederen vervoer.[15][16] De goederentreinen hoeven dan niet te keren in Graz.